# Routes de la soie : le réseau de routes du corridor de Chang'an-Tian-shan
« Routes de la soie : le réseau de routes du corridor de Chang'an-Tian-shan » est un site sériel transfrontalier du patrimoine mondial, réparti sur trois pays asiatiques : Chine, Kazakhstan et Kirghizistan.

## Histoire
En 1988, l'UNESCO lance une étude autour de la route de la soie afin de promouvoir la compréhension et la diffusion des cultures à travers l'Eurasie, ainsi que  la protection du patrimoine. En août 2006, l'UNESCO et l'Administration nationale du patrimoine culturel de la République populaire de Chine (en) parrainent une conférence à Tourfan (Xinjiang) sur la coordination des candidatures au patrimoine mondial des sections de la route de la soie. À l'issue de cette conférence, la Chine et cinq pays d'Asie centrale, le Kazakhstan, le Kirghizistan, l'Ouzbékistan, le Tadjikistan et le Turkménistan se mettent d'accord pour soumettre une candidature commune en 2010. En 2009, ces six pays forment un comité de coordination qui va dans ce sens.
Le 28 mars 2008, la Chine inscrit 48 sites de la route de la soie sur sa liste indicative, préalable nécessaire à leur examen par l'UNESCO. Ces sites se répartissent entre route de la soie terrestre (provinces et région de Henan, Shaanxi, Qinghai, Gansu, Ningxia et Xinjiang) et route de la soie maritime (Ningbo, Zhejiang, Quanzhou, Fujian). Le 2 mai 2008, l'Iran soumet une liste indicative de sites du Khorassan. Le 3 juin 2010, le Turkménistan soumet 29 sites répartis le long de onze segments de la route de la soie. L'Inde fait de même le 20 janvier 2010, avec douze sites. Le Kirghizistan soumet sa liste de six sites le 19 février 2010, l'Ouzbékistan 18 sites le même jour, le Kazakhstan le 3 mai 2012.
À la fin 2011, compte-tenu de la taille du projet, l'UNESCO propose de diviser les applications en corridors. En décembre 2011, la Chine, le Kazakhstan et le Kirghizistan acceptent de soumettre une candidature commune pour le corridor d'Asie centrale le long du Tian Shan. L'Ouzbékistan, le Tadjikistan et le Turkménistan préparent une candidature pour un autre corridor.
En 2013, la candidature pour le corridor Chang'an-Tian Shan est finalisée et officiellement soumise par le Kirghizistan : elle comprend 22 sites en Chine, huit au Kazakhstan et trois au Kirghizistan. Les sites originellement proposés par la Chine sont substantiellement révisés pour cette candidature ; en particulier, les sites du Ningxia et les sites maritimes n'en font pas partie.
La candidature est approuvée le 22 juin 2014, lors de la 38e session du Comité du patrimoine mondial à Doha, au Qatar,.
En 2023, les sites proposés par l'Ouzbékistan, le Tadjikistan et le Turkménistan sont inscrits au patrimoine mondial sous un bien distinct : Routes de la soie : corridor de Zeravchan-Karakoum.

## Sites
L'inscription au patrimoine mondial comprend 33 sites en Chine, au Kazakhstan et au Kirghizistan. Ils comprennent les capitales et les palais de plusieurs empires, des comptoirs commerciaux, des temples bouddhiques rupestres, des sections de routes, des relais de poste, des cols de montagne, des tours, des sections de la Grande Muraille, des fortifications, des tombes et des édifices religieux. Au total, ces 33 sites recouvrent 426,68 km2 et possèdent une zone tampon de 1899,6 km2. Ils répondent aux critères culturels (ii), (iii), (v) et (vi) de l'UNESCO.
L'ICOMOS, qui a évalué l'éligibilité de l'inscription, catégorise les sites selon quatre régions, :
- Chine centrale, anciennes capitales impériales dans les plaines centrale et de Guanzhong
- Corridor du Hexi dans la province de Gansu, reliant Chine historique et Xinjiang
- Nord et Sud du Tian Shan au Xinjiang
- Région du Jetyssou, vallées de l'Ili et du Talas au Kazakhstan, et vallée de Tchouï au Kirghizistan.

Outre son identifiant du patrimoine mondial débutant par « 1142 », chaque site possède un code dont la première lettre signifie :
- C : villes centrales
- S : établissements commerciaux
- T : installations de transport et de défense
- R : sites religieux
- A : sites associés

| Référence | Code   | Site                                                              | Lieu                    | Pays         | Superficie (ha) | Zone tampon (ha) | Coordonnées                        | Image |
| --------- | ------ | ----------------------------------------------------------------- | ----------------------- | ------------ | --------------- | ---------------- | ---------------------------------- | ----- |
| 1442-001  | C01-CN | Palais Weiyang à Chang'an, dynastie des Han occidentaux           | Xi'an, Shaanxi          | Chine        | 611,09          | 5 422,02         | 34° 18′ 22″ nord, 108° 51′ 06″ est |       |
| 1442-002  | C02-CN | Luoyang, de la dynastie des Han orientaux à celle des Wei du Nord | Luoyang, Henan          | Chine        | 1 088,38        | 8 882,06         | 34° 43′ 48″ nord, 112° 37′ 17″ est |       |
| 1442-003  | C03-CN | Palais Daming à Chang'an, dynastie Tang                           | Xi'an, Shaanxi          | Chine        | 376,55          | 267,05           | 34° 17′ 35″ nord, 108° 57′ 34″ est |       |
| 1442-004  | C04-CN | Porte de Dingding (zh), Luoyang, dynasties Sui et Tang            | Luoyang, Henan          | Chine        | 91,30           | 2 932,48         | 34° 37′ 58″ nord, 112° 27′ 38″ est |       |
| 1442-005  | C05-CN | Qocho                                                             | Turpan, Xinjiang        | Chine        | 459,97          | 51 207,80        | 42° 51′ 09″ nord, 89° 31′ 40″ est  |       |
| 1442-006  | C06-CN | Yar                                                               | Turpan, Xinjiang        | Chine        | 680,33          | 2 522,25         | 42° 57′ 02″ nord, 89° 03′ 50″ est  |       |
| 1442-007  | C07-CN | Beshbaliq                                                         | Changji, Xinjiang       | Chine        | 385,15          | 789,54           | 44° 05′ 47″ nord, 89° 12′ 28″ est  |       |
| 1442-008  | C08-KG | Ak-Beschim                                                        | Tchouï, Tchouï          | Kirghizistan | 37,78           | 1 360            | 42° 48′ 19″ nord, 75° 12′ 00″ est  |       |
| 1442-009  | C09-KG | Burana                                                            | Tchouï, Tchouï          | Kirghizistan | 36,58           | 1 900            | 42° 44′ 50″ nord, 75° 14′ 51″ est  |       |
| 1442-010  | C10-KG | Krasnaya Retchka (en)                                             | Ysyk-Ata, Tchouï        | Kirghizistan | 743,31          | 3 265            | 42° 54′ 54″ nord, 75° 00′ 41″ est  |       |
| 1442-011  | C11-KZ | Kayalyk (kk)                                                      | Sarkand, Almaty         | Kazakhstan   | 85,2            | 146,1            | 45° 39′ 50″ nord, 80° 15′ 43″ est  |       |
| 1442-012  | S01-KZ | Talgar (ru)                                                       | Talgar, Almaty          | Kazakhstan   | 55,7            | 329,3            | 43° 16′ 44″ nord, 77° 13′ 22″ est  |       |
| 1442-013  | S02-KZ | Aktobe (kk)                                                       | Chou, Jambıl            | Kazakhstan   | 4 135           | 702              | 43° 13′ 34″ nord, 74° 02′ 01″ est  |       |
| 1442-014  | S03-KZ | Kulan                                                             | Turar Ryskoulov, Jambıl | Kazakhstan   | 1 113           | 561              | 42° 54′ 40″ nord, 72° 44′ 56″ est  |       |
| 1442-015  | S04-KZ | Ornek (kk)                                                        | Turar Ryskoulov, Jambıl | Kazakhstan   | 6 549           | 4 294,5          | 42° 53′ 40″ nord, 72° 08′ 52″ est  |       |
| 1442-016  | S05-KZ | Akyrtas (kk)                                                      | Turar Ryskoulov, Jambıl | Kazakhstan   | 36              | 736              | 42° 57′ 13″ nord, 71° 48′ 10″ est  |       |
| 1442-017  | S06-KZ | Kostobe (kk)                                                      | Bayzak, Oblys de Jambıl | Kazakhstan   | 43              | 95,5             | 42° 59′ 24″ nord, 71° 31′ 25″ est  |       |
| 1442-018  | T01-CN | Passe de Hangu (en), dynastie Han, xian de Xin'an                 | Luoyang, Henan          | Chine        | 98,77           | 463,41           | 34° 43′ 11″ nord, 112° 10′ 16″ est |       |
| 1442-019  | T02-CN | Section Shihao de la route des monts Xiao                         | Sanmenxia, Henan        | Chine        | 37,17           | 1 206,72         | 34° 43′ 07″ nord, 111° 30′ 34″ est |       |
| 1442-020  | T03-CN | Suoyang (en)                                                      | Jiuquan, Gansu          | Chine        | 15 788,60       | 23 424,66        | 40° 14′ 48″ nord, 96° 12′ 11″ est  |       |
| 1442-021  | T04-CN | Relais de Xuanquanzhi (zh)                                        | Dunhuang, Gansu         | Chine        | 824,26          | 2 647,39         | 40° 15′ 53″ nord, 95° 19′ 46″ est  |       |
| 1442-022  | T05-CN | Passe de Yumen                                                    | Dunhuang, Gansu         | Chine        | 5 967,80        | 50 923,02        | 40° 21′ 13″ nord, 93° 51′ 50″ est  |       |
| 1442-023  | T06-CN | Phare de Kizilgaha (zh)                                           | Aksou, Xinjiang         | Chine        | 100,00          | 6 608,69         | 41° 47′ 37″ nord, 82° 53′ 54″ est  |       |
| 1442-024  | T07-KZ | Karamergen (kk)                                                   | Balkhash, Almaty        | Kazakhstan   | 7,9             | 47,7             | 45° 54′ 29″ nord, 75° 39′ 47″ est  |       |
| 1442-025  | R01-CN | Ensemble du temple des grottes de Kizil                           | Aksou, Xinjiang         | Chine        | 1 798,48        | 9 849,17         | 41° 47′ 02″ nord, 82° 30′ 20″ est  |       |
| 1442-026  | R02-CN | Ruines bouddhiques de Subashi                                     | Aksou, Xinjiang         | Chine        | 854,11          | 4 322,59         | 41° 51′ 21″ nord, 83° 02′ 50″ est  |       |
| 1442-027  | R03-CN | Ensemble du temple de Bingling                                    | Linxia, Gansu           | Chine        | 132,62          | 2 044,37         | 35° 48′ 33″ nord, 103° 02′ 52″ est |       |
| 1442-028  | R04-CN | Ensemble du temple des grottes du mont Maiji                      | Tianshui, Gansu         | Chine        | 483,71          | 1 259,28         | 34° 21′ 03″ nord, 106° 00′ 10″ est |       |
| 1442-029  | R05-CN | Temple des grottes de Binzhou (zh)                                | Xianyang, Shaanxi       | Chine        | 34,68           | 587,26           | 35° 04′ 24″ nord, 107° 59′ 32″ est |       |
| 1442-030  | R06-CN | Grande pagode de l'oie sauvage                                    | Xi'an, Shaanxi          | Chine        | 5,33            | 354,32           | 34° 13′ 11″ nord, 108° 57′ 33″ est |       |
| 1442-031  | R07-CN | Petite pagode de l'oie sauvage                                    | Xi'an, Shaanxi          | Chine        | 3,97            | 345,82           | 34° 14′ 27″ nord, 108° 56′ 15″ est |       |
| 1442-032  | R08-CN | Pagodes du temple Xingjiao                                        | Xi'an, Shaanxi          | Chine        | 2,08            | 428,77           | 34° 05′ 29″ nord, 109° 02′ 02″ est |       |
| 1442-033  | A01-CN | Tombe de Zhang Qian                                               | Hanzhong, Shaanxi       | Chine        | 1,34            | 37,36            | 33° 09′ 30″ nord, 107° 17′ 27″ est |       |